# Stîrcea, Glodeni
Stîrcea (în poloneză Styrcza) este un sat din cadrul orașului Glodeni din raionul Glodeni, Republica Moldova.

## Istorie
Localitatea a fost înființată de către polonezii care s-au mutat aici, cea mai mare parte din Hotin și Camenița. În 1895-1896 un grup de 34 imigranți condus de Michał Wojewódzki a cumpărat un teren cu o suprafață totală de 753 de hectare, de la Elizaveta Kukrianova.
Acest domeniu a fost numit Dușmanii Mici. "Ziua de naștere" a localității este 10 mai 1899, dată când a fost realizată prima hartă a satului, ulterior numele satului a fost preschimbat în Elizavetovca. Tot atunci, oamenii au început a construi case (care încă mai există). Din 1911, satul a devenit cunoscut sub numele de Stîrcea.

## Demografie
Structura etnică
     Polonezi (37,81%)
     Moldoveni (31,25%)
     Ucraineni (23,43%)
     Ruși (6,87%)
     Alții (0,62%)
| Grup etnic | Populație | % Procentaj* |
| ---------- | --------- | ------------ |
| Polonezi   | 121       | 37.81%       |
| Moldoveni  | 100       | 31.25%       |
| Ucraineni  | 75        | 23.43%       |
| Ruși       | 22        | 6.87%        |
| Alții      | 2         | 0.62%        |
| Total      | 320       | 100.0%       |

## Atracții
Principalul punct de atracție al satului este biserica. Construcția sa a început în 1932. Cu toate acestea s-a construit un timp foarte îndelungat. În timpurile sovietice, biserica a fost transformată în depozit de produse agricole. Numai în 1990, clădirea a fost reîntoarsă în sânul Bisericii. Acum, biserica este singura clădire publică din sat, (cu excepția centrului cultural, situat într-o casă cu un etaj lângă biserică).